# Espace gallo-romain
L’Espace gallo-romain est un musée d'archéologie situé 2 rue de Nazareth à Ath, en Belgique.

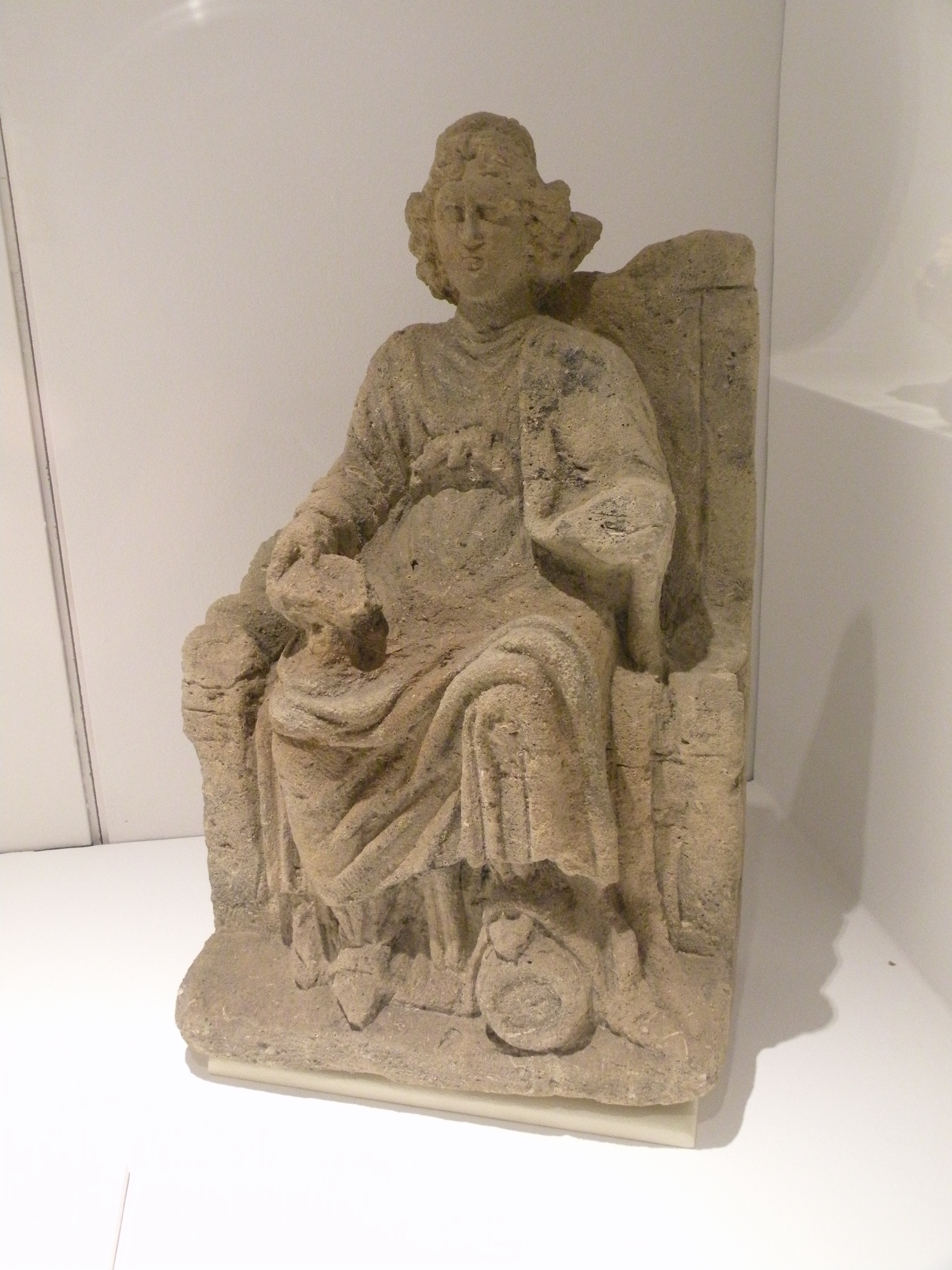
Mater coiffée à la romaine,, Site portuaire de Pommeroeul, Bernissart.

## Les collections
Une grande partie des collections que renferme le musée provient des fouilles réalisées en 1975 à Pommerœul,  lors des travaux de creusement du nouveau canal Mons-Condé. Le vicus (bourg) de Pommeroeul était autrefois une agglomération secondaire du IIe siècle de notre ère, située au croisement d’une route (Bavay-Blicquy) et d’une rivière (La Haine).  Cette situation lui conféra probablement un rôle commercial et artisanal prépondérant pour les régions situées au nord de la ville antique de Bavay. L’enfouissement du vicus de Pommeroeul dans un terrain humide et sa découverte fortuite permettent aujourd’hui de mieux connaître la navigation, les savoir-faire techniques et les divers aspects de la vie antique.
Ce bourg révéla cinq épaves de bateaux dont une pirogue de type monoxyle et deux chalands de tradition celtique. Un des chalands est conservé dans une vitrine climatisée s’élevant sur deux étages au sein même du musée. Ces embarcations sont les témoins matériels des activités pratiquées sur nos fleuves et rivières durant l’Antiquité.

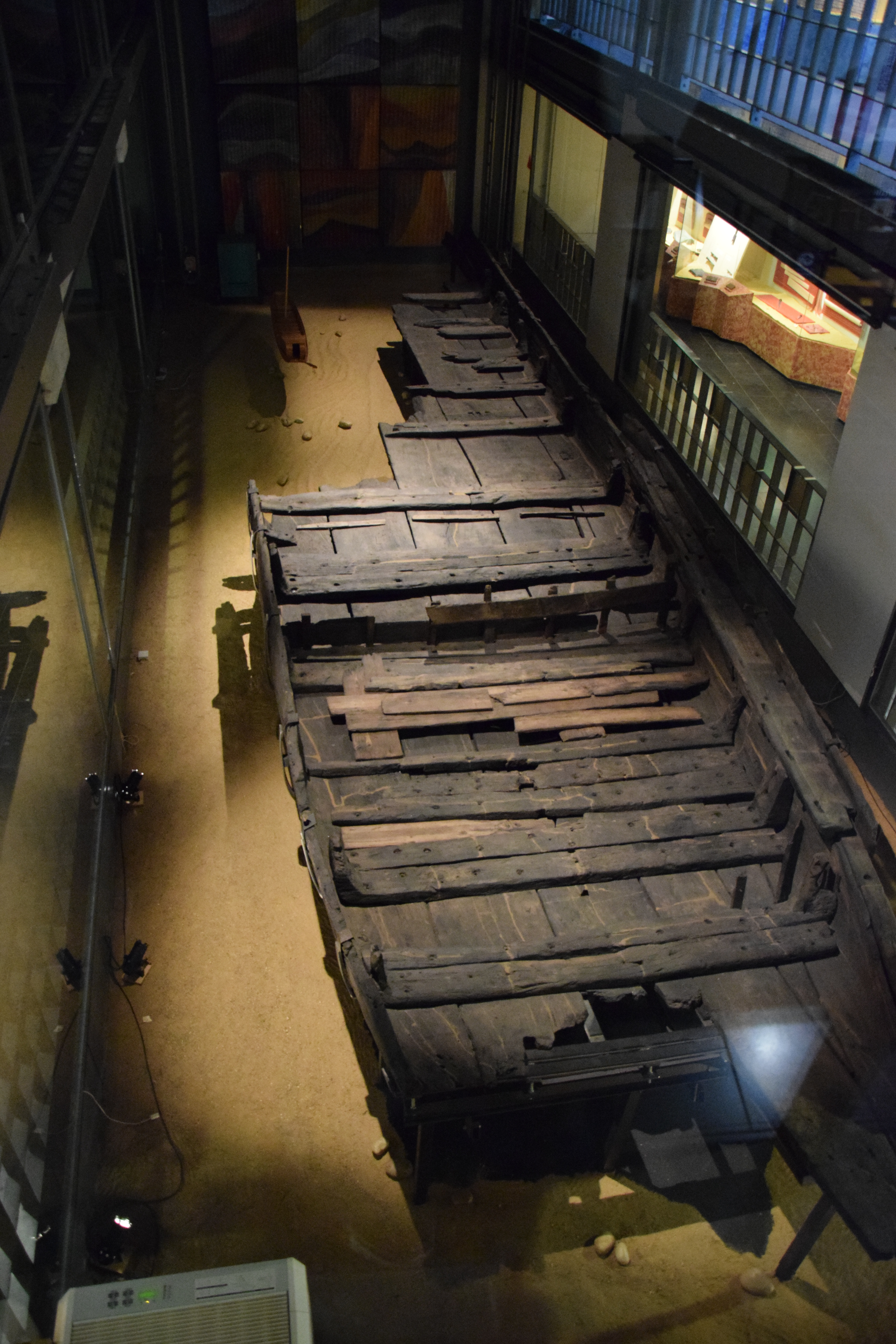
Le Chaland.

Le chaland et la pirogue, dont l'état de conservation est exceptionnel, figurent parmi les Trésors de la Fédération Wallonie-Bruxelles.

## Le musée
L'espace gallo-romain "laisse parler" les objets, sans simplification outrancière, en distinguant clairement les pièces authentiques des reconstitutions. L’objet est expliqué, animé... au moyen de techniques utilisant l’image, le dessin, la maquette ou encore le texte.
Du point de vue spatial, le visiteur effectue un long zoom partant d’une aérienne du site, pour terminer par des évocations de la vie quotidienne durant l'antiquité. Plus on remonte le temps, plus le lieu s'anime; Plus on gravit les étages, plus on avance dans l'intimité de la vie des objets de la collection, comme si on réalisait un voyage temporel jusqu’au IIe siècle.
Rufus, un batelier virtuel, accompagne le visiteur et lui raconte son histoire : il fait renaître le débarcadère, les pêcheurs et la vie au quotidien.
La boutique propose de nombreux ouvrages consacrés à l'archéologie ainsi que des reconstitutions d'objets antiques.